# Mason-Dixonlijn

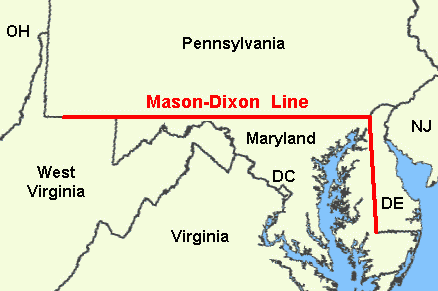
Mason-Dixonlijn

De Mason-Dixonlijn is de grenslijn tussen de staten Pennsylvania en Maryland en zijn verlengde in westelijke richting op 39°43'20" noorderbreedte in de Verenigde Staten van Amerika.

## Voorgeschiedenis
Tijdens de Engelse koloniale periode beloonde de koning van Engeland edellieden met grote stukken land in het verre Amerika. Zo schonk Karel I in 1632 de kolonie Maryland aan George Calvert lord Baltimore. Karel II schonk op zijn beurt in 1682 het land ten noorden van Maryland aan William Penn (toen nog Nieuw-Zweden geheten en later Pennsylvania) en een jaar later ook Delaware (nog een deel van het vroegere Nieuw-Zweden) op het schiereiland Delmarva.

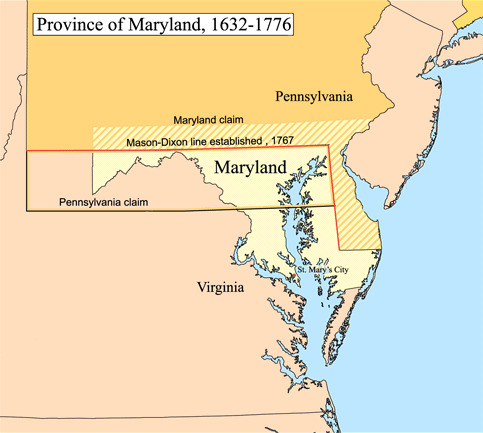
Province of Maryland, 1632–1776

De twee schenkingen waren overlappend en vanaf 1722 deden zich regelmatig incidenten voor, eerst tussen kolonisten maar vanaf 1734 ook tussen de milities van beide kolonies. Door bemiddeling namens koning George II kwam op 25 mei 1738 een vrede tot stand, maar er bleef onduidelijkheid over de grens.

De beide families, Calvert en Penn, legden hun geschil hierover voor aan het Britse Hooggerechtshof. Hoewel dit in 1750 uitsprak, dat de grens tussen Pennsylvania en Maryland 15 mijl ten zuiden van Philadelphia moest worden getrokken, bleef het dispuut bestaan. In 1760 kwamen de families als compromis overeen dat landmeters ter plaatse een grens tussen hun beider gebieden zouden vaststellen. Er waren geen capabele landmeters in de kolonie, zodat twee ervaren landmeters uit Engeland naar Philadelphia werden gestuurd om deze klus te klaren: Charles Mason en Jeremiah Dixon.

## De landmeters
Charles Mason (1730-1786) was een astronoom verbonden aan de Royal Greenwich Observatory en lid van de Royal Society of London for the Improvement of Natural Knowledge (kortweg The Royal Society).
Jeremiah Dixon (1733-1779) was een gerenommeerd landmeter uit Durham County in het noorden van Engeland. Hij was tijdens zijn studie geïnteresseerd geraakt in de wiskunde en de astronomie. Hij had al eerder samengewerkt met Charles Mason in projecten van de Royal Society.

## Mason-Dixonlijn
Charles Mason en Jeremiah Dixon kwamen in november 1763 in Philadelphia aan. Hun eerste taak was het vaststellen van het begin van de lijn, 15 mijl ten zuiden van het zuidelijkste puntje van Philadelphia. Hier plaatsten zij een grenssteen. Dat was het beginpunt van hun metingen die de grens op het schiereiland Delmarva tussen Pennsylvania en Maryland, een rechte lijn naar het zuiden, moest vaststellen die later de grens tussen Delaware en Maryland zou vormen. Vervolgens werd er vanaf dezelfde grenssteen op 39°43'20" noorderbreedte een oost-westlijn vastgesteld. Het ruwe terrein en de aanwezigheid van verschillende indianenstammen maakten het opmeten tot een moeizaam en langzaam verlopend proces. Ten langen leste werd op 19 oktober 1767 – zo'n vier jaar later – het eindpunt van de 375 kilometer lange tocht bereikt. Een deel van de grensstenen die zij om de mijl plaatsten is nog te zien, hoewel ze door ijzeren kooien moeten worden beschermd tegen diefstal door souvenir- en trofeejagers.

## Grens tussen Noordelijke en Zuidelijke Staten
Voor en tijdens de Amerikaanse Burgeroorlog werd de Mason-Dixonlijn en het verlengde daarvan langs de Ohio tot aan de Mississippi min of meer beschouwd als de grens tussen de Noordelijke en de Zuidelijke staten. Deze doorgetrokken grens scheidde de gebieden met en zonder een economisch systeem gebaseerd op slavernij en speelde een rol in de disputen in Senaat en Congres bij de westwaartse uitbreiding van de VS voorafgaande aan de Amerikaanse Burgeroorlog (zie Missouri-compromis).

## Dixie
De zuidelijke staten van de Verenigde Staten worden ook wel (door de inwoners liefkozend) Dixie genoemd. Meestal wordt aangenomen dat deze benaming is afgeleid van de Mason-Dixonlijn. Anderen verwijzen weer naar DC (District of Columbia) als grens tussen noord en zuid.

## Verwijzingen
In de songtekst van Sailing to Philadelphia van de gelijknamige cd van Mark Knopfler, wordt het ontstaan van de Mason-Dixon lijn bezongen. Ook in de tekst van het nummer Swimmin' with the Wimmin van George Formby en Hey Porter van Johnny Cash komt de Mason-Dixonlijn voor.